# برت کرامر
برت کرامر (به انگلیسی: Bert Kramer) (زاده ۱۰ اکتبر ۱۹۳۴-درگذشته ۲۰ ژوئن ۲۰۰۱) بازیگر آمریکایی بود.
از فیلم‌های معروف او می‌توان به بازی در فیلم لحظه به لحظه و قصه بلند اشاره کرد.